# Epiglottide
L'epiglottide è una struttura cartilaginea impari e mediana facente parte delle cartilagini principali della laringe. Forma lo scheletro della piega rivestita di mucosa che separa la radice della lingua dalla cavità laringea. È incurvata ad S sul piano sagittale e, se vista dalla fascia anteriore, è convessa in alto e concava in basso. Nello stato di riposo (quando non si parla né si deglutisce) è obliqua dal basso all'alto e in avanti e indietro.

## Disposizione e rapporti
L'epiglottide è posta dietro l'osso ioide e sopra la cartilagine tiroidea. Dà inoltre attacco al muscolo ariepiglottico.
Ha la forma di una foglia ovalare e il suo picciuolo, tramite il legamento tiroepiglottico, è legato alla cartilagine tiroidea.
La faccia anteriore è unita tramite le pliche glossoepiglottiche alla parte faringea della lingua; è ricoperta da mucosa in alto e da tessuto adiposo nella parte inferiore.

La faccia posteriore è coperta dalla mucosa laringea.
I margini laterali danno attacco alle pieghe ariepiglottiche.

### Legamenti
I legamenti che coinvolgono l'epiglottide, oltre al già citato legamento tiroepiglottico sono:
- il legamento ioepiglottico: unisce il corpo dell'osso ioide alla faccia anteriore dell'epiglottide e permette il ritorno il suo ritorno alla posizione di riposo dopo la deglutizione[3];
- il legamento glossoepiglottico;
- il legamento faringoepiglottico.

## Innervazione
Il nervo glossofaringeo (NC IX) invia all'epiglottide superiore fibre che contribuiscono a una parte del riflesso faringeo. Il ramo laringeo superiore del nervo vago (NC X) manda all'epiglottide inferiore fibre che contribuiscono alla parte afferente del riflesso della tosse.

## Struttura
L'epiglottide è formata da cartilagine elastica e le sue superfici sono coperte di fossette che accolgono le ghiandole della mucosa.

## Patologia
Un malfunzionamento dell'epiglottide può portare il cibo ad entrare nelle vie aeree inferiori e raggiungere i polmoni.

## Infezioni dell'epiglottide
Nei bambini, l'epiglottide talvolta può essere infettata dai batteri Haemophilus influenzae o Streptococcus pneumoniae. Sebbene l'infezione sia facilmente curabile, questa condizione è un'emergenza medica perché senza alcun trattamento l'epiglottide, a causa dell'infiammazione, può gonfiarsi e bloccare il flusso aereo tracheale (tale fenomeno è particolarmente rischioso nei bambini, in quanto tutti i diametri laringei e tracheali sono ovviamente minori). Una tale infiammazione è però diventata rara nei paesi dove è disponibile il vaccino contro Haemophilus influenzae (HIB). L'infezione si chiama epiglottite o epiglottidite (più corretto ma arcaico).